# VVV (sportvereniging)
A.C.& H.C. V.V.V. (Veni Vidi Vici) is een cricket- en hockeyclub uit Amsterdam met speelvelden in Amstelveen. Zowel hockeyheren van VVV als de dames spelen in de eerste klasse. Tot het seizoen 2007-2008 had de vereniging geen jeugdafdeling. De cricketheren komen uit in de hoofdklasse. De vereniging speelt sinds medio jaren 70 op Sportcomplex Het Loopveld.

## Geschiedenis
De Amsterdamse Cricket- en Hockeyclub VVV werd op 1 juni 1902 opgericht als cricket- en voetbalclub onder de naam A.C.& F.C. V.V.V (Veni Vidi Vici). In 1909 ging de voetbalafdeling ter ziele, volgens overlevering omdat spelers van het eerste elftal op de ochtend van een belangrijke wedstrijd een korfbalwedstrijd waren gaan spelen.
In 1903 werd het record gevestigd van de grootste nederlaag in het toernooi om wat nu de KNVB beker heet: V.V.V. verloor in december 1903 met 25-0 van het Haarlemse H.F.C.
Na het begin in het Westerpark werd op verschillende terreinen in de Amsterdamse polder gespeeld. De cricketers vonden na het opheffen van de voetbalafdeling nog steeds geen vast veld, totdat in 1915 het terrein aan de Kruislaan van Volharding (dat fuseerde met RAP en later VRA werd) vrij kwam. In 1936 werd verhuisd naar de nieuwe velden van de Gemeente Amsterdam aan de Zuidelijke Wandelweg. In 1961 drong de RAI zo ver op dat verhuisd moest worden naar De Boelelaan, maar daar was het al spoedig het Ziekenhuis van de V.U. die de ruimte opeiste. Uiteindelijk kwamen cricketers en hockeyers in 1975 terecht aan het Loopveld bij de Kalfjeslaan, waar (eindelijk) een eigen clubhuis kon worden gebouwd en waar nu op drie hockeyvelden (alle kunstgras) wordt gespeeld.

## Cricket
Het eerste team heeft vrijwel altijd in Hoofd- of Overgangsklasse gespeeld. In 2009 nemen drie elftallen aan de competitie deel. Ook nu speelt het eerste team in de Hoofdklasse. De club heeft verschillende spelers aan het Nederlands elftal geleverd, onder wie A. van Stuyvenberg, die in 1929 op drie achtereenvolgende wedstrijden van V.V.V. een century scoorde.

## Hockey
In 1936 werd de hockeyafdeling opgericht en daarbij werd de naam veranderd in Amsterdamse Cricket- en Hockeyclub V.V.V.. Het waren aanvankelijk vrijwel uitsluitend cricketers die hockey als tweede sport kozen. Al spoedig kwamen er dameselftallen en in de oorlogsjaren ook jeugdteams. Maar de vereniging bleek (ook na een fusie met THC IJsvogels in 1956) te klein om de jongeren goed te kunnen opvangen en pas toen het aantal seniorelftallen na de laatste verhuizing tot meer dan dertig was gestegen kreeg enkele jaren geleden het jeugdwerk weer alle aandacht. Er zijn in 2009 vijf jeugdelftallen.
Het eerste herenelftal bereikte al in 1948 het Overgangsklasse-niveau maar kon dat slechts drie jaar volhouden. Eerst in 2003 werd die klasse weer bereikt. Het eerste dameselftal speelt al enige jaren in de Eerste klasse.

## Australian Football
In 2008 trad VVV in samenwerking met de Dutch Australian Football Association, wat een vaste wedstrijdlocatie voor Australian Football in Nederland als resultaat had. Het Amsterdamse Australian Football-team, de Amsterdam Devils, speelt vanaf dat moment (tot de omvorming van het Cricket/Australian Footballveld tot twee hockeyvelden in 2013) zijn thuiswedstrijden op de locatie bij VVV. 

## Wetenswaardigheden
- Voetbalclub Ajax dankt zijn bekende rood-witte shirt aan VVV.[2] Ajax had andere shirts nodig, omdat de club promoveerde naar de hoogste voetbaldivisie in 1911 en Sparta daar al in hun rood-wit gestreepte shirts speelde met zwarte broek. Omdat de VVV-voetbalafdeling net 2 jaar voordien was gestopt, nam Ajax hun shirts over. Het waren de bekende witte shirts met een brede rode baan. [3]

Amstelveen · Amsterdam · AMVJ · HIC · Hurley · Myra · Pinoké · VVV